# SN 2005co
SN 2005co – supernowa odkryta 20 czerwca 2005 roku w galaktyce IC1496. W momencie odkrycia miała maksymalną jasność 17,30m.